# Портрет Карла I на охоте
"Портрет Карла I на охоте" (англ. Charles I at the Hunt) — картина Антониса ван Дейка, вторая из серии работ о Карле I Стюарте. Портрет хранится в Лувре.

## История создания
В 1633 году Антонис ван Дейк уезжает в Англию по приглашению короля Карла I, который был увлечен творчеством голландского художника. В Лондоне он получает собственный дом, мастерскую и титул главного придворного живописца. Чтобы работать уединенно, дом и мастерская располагались за чертами города тех времен, в районе пирса Блэкфрайарс, на Темзе. Специально была пристроена комната, которую посещали Карл I с супрогой и позировали для художника. «Портрет Карла I на охоте» был приобретен в 1775 году королем Франции Людовиком XVI для пополнения коллекции Лувра.

## Сюжет картины
При написании портрета Антонис ван Дейк отошел от традиции изображения на фоне дворцов и богатого убранства. Местом для сюжета был выбран склон на берегу реки, где Карл I был одет не в королевский официальный наряд, украшенный драгоценностями, а в охотничий костюм. Монарх стоит в непринужденной позе, обращенный лицом к зрителю. Вдали по воде плывет корабль. В целом портрет выполнен в выразительной и живой манере: расслабленный монарх, беззаботный слуга возле коня, который склонил голову перед Карлом I. Колористика для картины была подобрана из расчета в сопоставлении серебристо-сероватого, голубых и желтых тонов, которые разбавляет красный цвет. Фигура короля выделена светлым цветом, в то время как слуга находится в тени. Антонис ван Дейк отошел от манеры изображать монархов и знаменитых мужчин в виде рыцарей в доспехах и с оружием. Напротив, портреты Карла I и других знатных мужчин выполнены таким образом, чтобы придать им вида светских кавалеров, в пышных и праздничных одеждах. Изображение монарха на фоне природы призвано было вызывать у зрителей чувство романтики и меланхолии исходившей от Карла I.